# Экономика Белиза
Белиз — слаборазвитое аграрное государство, специализирующееся на международных услугах. В сельском хозяйстве занято 10,2 % рабочей силы (2007), оно даёт 13 % ВВП (2012), в промышленности — 18,1 % и 23 % соответственно. Более трети населения живёт за чертой бедности, а расходы значительно превышают доходы. Долгое время экономика Белиза зависела от цен на экспортируемые товары. В основном это была необработанная древесина. Затем экономика была несколько диверсифицирована, и ныне доля сахара, бананов и цитрусовых даёт до половины экспортных поступлений. К концу 1970-х годов было достигнуто самообеспечение населения рисом. Увеличилась доля промышленных товаров — в основном это одежда и изделия деревообработки.

## Аграрный сектор
Сельхозугодья занимают ок. 7 % территории (2011), в том числе пашня — 3,4 %, что составляет 265 тыс. акров, из них в земледелии используется 146 тыс. акров, в животноводстве — 119 тыс.
Основные сельхозкультуры — сахарный тростник (валовой сбор 1,2 млн т., 2014; преимущественно на севере и северо-западе страны — в округах Коросаль и Ориндж-Уолк), цитрусовые (168 тыс. т. апельсинов, ок. 40 тыс. т. грейпфрутов; главным образом в центральной части страны — в округах Станн-Крик и Кайо) и бананы (70 тыс. т.); новые экспортные культуры — папайя (12 тыс. т), ананасы, манго, кайенский перец. Для внутреннего потребления выращивают кукурузу (71,4 тыс. т., 2014), рис (15,8 тыс. т.; в долине р. Белиз), бобовые (в том числе фасоль 6,7 тыс. т., частично экспортируется), картофель (1,1 тыс. т.), маниок (0,9 тыс. т.), ямс и овощи. Разводят крупный рогатый скот (94,9 тыс. голов, 2014), свиней (22,5 тыс. голов), овец (13,1 тыс. голов), лошадей (5,8 тыс. голов) и домашнюю птицу. Ловля рыбы и добыча морепродуктов в прибрежных водах; промышленное разведение креветок (св. 7,5 тыс. т в год, в осн. на экспорт)
Вывоз древесины за 1990-е гг. сократился в 15 раз и составляет ок. 35 тыс. м³. Промышленное разведение креветок, производство с 1990-х возросло более чем в 13 раз и достигло 3 тыс. т.

## Промышленность
Производство электроэнергии 452 млн кВт ∙ ч (2011); из них 48,8 % — на 6 небольших ТЭС, 30,5 % — на ГЭС «Chalillo» на р. Макаль (округ Кайо), 20,7 % — на электростанции «Tower Hill Sugar» (округ Ориндж-Уолк), работающей на биомассе (отходы переработки сахарного тростника). Ведущие отрасли промышленности: пищевкусовая (90 % стоимости промышленной продукции), текстильная и деревообрабатывающая. Предприятия по производству сахара (в городах Тауэр-Хилл и Ориндж-Уолк, оба — округ Ориндж-Уолк), алкогольных и безалкогольных напитков, цитрусовых концентратов (г. Дангрига), текстильных изделий (из импортных тканей; в экспортно-производственной зоне в районе г. Белиз, 1992), пиломатериалов.
Незначительная добыча нефти 150 тыс. т (2014)

## Транспорт и связь
Протяжённость автомобильных дорог 2,9 тыс. км, с твёрдым покрытием — 651 км, 805 км местных дорог используется только в сухой сезон. Автомобильный парк — 22 тыс. ед. Крупнейшие порты — Белиз-Сити, Биг-Крик и Коммерс-Байт. Морской флот насчитывает св. 4 тыс. судов, из них 95 % иностранных, зарегистрированных под белизским флагом. Крупных судов водоизмещением св. 1 тыс. т — 315 общей грузоподъёмностью 1,8 млн т. Протяжённость внутренних водных путей, доступных для малотоннажных судов, 825 км. 44 аэродрома, из них 4 с твёрдым покрытием. Международный аэропорт им. Ф. Голдсона ежегодно обслуживает 350 тыс. пассажиров.
Телефонная связь обеспечивается компанией BEL с преобладанием английского капитала. На 1000 жителей приходится 305 аппаратов и 135 персональных компьютеров (2001). По состоянию на 2014 Белиз занимает 137-е место по уровню развития Интернета, в общей сложности ок. 25 % населения имеет доступ в Глобальную сеть.

## Финансовый сектор
Белиз одно из главных мест в Центральной Америке для офшорных компаний. Страна предлагает много налоговых преимуществ как для бизнеса, так и для частных лиц, желающих открыть оффшор Белиз
В Белизе есть несколько крупных коммерческих банков, которые предлагают полный спектр внутренних и офшорных услуг. Местная валюта — это доллар Белиза, который привязан к доллару США по обменному курсу BZ $ 2,00 = 1,00 доллара США. В Белизе отсутствует обменный контроль в сфере офшорного бизнеса и банковской деятельности. Как бывшая британская колония, закон Белиза вытекает из общего закона Великобритании, дополненного местным законодательством. Судебная система также аналогична английской судебной системе.

## Внешняя торговля
За 2016 год объём внешней торговли составил: экспорт $439 млн, импорт $1,08 млрд, отрицательное сальдо внешней торговли $638 млн.
Основные экспортные товары: сахар 29 % ($128 млн.), бананы 11 % ($47,4 млн.), фруктовые соки 11 % ($46,4 млн.), табачное сырьё 5,5 % ($24,2 млн.), креветки и проч. ракообразные 4,2 %($18,3 млн.). Доля сырой нефти ок. 2,6 %. Главные покупатели: Бирма 24 % ($106 млн.), США 20 % ($86,3 млн.), Великобритания 17 % ($74 млн.), Испания 3,4 % ($14,8 млн.) и Ямайка 3,3 % ($14,5 млн.)
Основные импортные товары: нефтепродукты, сигареты и сигары, машины и оборудование, в том числе транспортные средства, химикаты, потребительские товары. Главные поставщики: США 33 % ($357 млн.), Мексика 12 % ($125 млн.), Китай 11 % ($117 млн.), Гватемала 7,5 % ($81,1 млн.) и Кюрасао 6,1 % ($66,5 млн.)

## Туризм
Иностранный туризм обеспечивает св. 30 % ВВП; в обслуживании туристов занято ок. 10 % экономически активного населения, косвенно туристический бизнес создаёт до 1/3 рабочих мест. В 2012 Белиз посетили 918 тыс. иностранных туристов (в том числе 585 тыс. из США), из них круизных — 641 тыс. Крупнейший туристический центр — г. Сан-Педро (округ Белиз). Основные виды туризма: круизный (лайнеры принимает морской порт г. Белиз), пляжный (полуостров Пласенсия, округ Белиз; острова), спортивный (дайвинг и сноркелинг в районе Барьерного рифа), экологический (национальные парки, водопады. экзотические животные и растения) и культурно-познавательный (развалины поселений майя, поселения гарифуна и пещеры).
Индустрия туризма в Белизе переживает бум.
В течение 15 месяцев с июня 2015 года по сентябрь 2016 года страну посетило рекордное количество туристов, число их выросло на 33 процента. И эта тенденция к росту сохраняется. Отмечается и рост количества туристов, прибывших круизными лайнерами. Запуск прямых авиарейсов между Торонто (Канада) и Белизом дает основания для прогнозирования увеличения потока канадских туристов.
В Белизе находятся уникальные храмы и дворцы великой цивилизации майя. Потомки их до сих пор живут в Белизе. Самые крупные центры майя, сохранившиеся до наших дней находятся в Шунантунич (на границе с Гватемалой), Атун-Ха, Караколь, Куэйо, Ламанай. В селении Кахаль Печ можно увидеть «фальшивые арки» майя. В Белизе расположен и единственный в мире заповедник ягуаров, многочисленные парки. А также, великолепные пляжи и места для дайвинга